# René Olry
Pour les articles homonymes, voir Olry.
René Olry, né le 28 juin 1880 à Lille et mort le 3 janvier 1944 à Angoulême, est un général français. Il commande l’armée des Alpes durant la campagne de France du 5 décembre 1939 au 25 juin 1940, jusqu'à l’armistice franco-italien.

## Biographie

### Formation
Fils de l'ingénieur en chef des mines Albert Olry, lui-même polytechnicien, il est admis à l’École polytechnique, en 1900. Optant pour l’artillerie à sa sortie, il commence sa carrière en 1902, comme sous-lieutenant au 21e régiment d'artillerie stationné à Angoulême. Après un an il va faire un stage à l'École d'application de l'artillerie et du génie à Fontainebleau. En 1904 il est de retour à Angoulême, nommé lieutenant le 10 octobre. En 1912 il est affecté au 25e régiment d'artillerie à Châlons-sur-Marne, comme lieutenant faisant fonction de commandant de batterie de canons de 75, puis promu capitaine.

### Première Guerre mondiale
Il part pour la guerre comme commandant de la 9e batterie du régiment. Le 25e régiment d'artillerie fait partie de la 12e division d'infanterie, 6e corps d'armée, 3e armée commandée par le général Ruffey. Cette armée prend l'offensive à partir  de la région Verdun-Saint-Mihiel vers Longwy. Après la retraite, elle participe à la bataille de la Marne à la droite du dispositif français. Le 25e régiment d'artillerie combat dans l'Argonne, puis, en février 1915, participe aux combats des Éparges. Le capitaine Olry y obtient sa première citation et la croix de la Légion d'honneur. Il est alors affecté à l'état-major du 6e corps d'armée, puis en septembre à l'état-major de l'artillerie de la région fortifiée de Verdun. En mars 1916, il est affecté à l'état-major de la 2e armée, commandée par le général Pétain investi du commandement d'ensemble à Verdun. Il n'y reste que deux mois et est détaché au centre d'études d'artillerie. Début 1917, il est de nouveau muté et sert à l'état-major du groupe d'armées centre, commandé par Pétain.
En 1917, il fait partie du corps expéditionnaire français en Italie à l'état-major du général Fayolle et combat sur le fleuve Piave, avant de commander, en février 1918, le 3e groupe du 283e régiment d'artillerie lourde. Son groupe, composé de deux batteries de mortiers de 220 mm à tir rapide (en), combat dans la région de Compiègne et Noyon lors de l'offensive allemande de mars. En juin, lors de la bataille du Matz, quatrième offensive allemande de 1918, il échappe de peu à la destruction et à la capture. Le capitaine Olry reçoit une nouvelle citation et est promu chef d'escadron à titre temporaire. En juillet il rejoint l'état-major du groupe d'armées de réserve. Il y termine la guerre après avoir été, en septembre, nommé chef d'escadron à titre définitif et avoir été de nouveau cité.
Sa conduite durant cette guerre lui vaut cinq citations dont deux à l’ordre de l’armée.

### Entre-deux-guerres
À la fin de la Première Guerre mondiale, il est affecté à l'inspection générale de l'artillerie à Paris, puis suit pendant deux ans les cours de l'École supérieure de guerre. En 1922 il est mis hors cadres pour emploi au secrétariat du conseil supérieur de la Défense nationale et désigné pour faire partie de la mission militaire française en Grèce auprès de l'armée de ce pays. À ce titre il participe à la création de l'École de guerre grecque.
Lieutenant-colonel en 1925 et colonel en juin 1928, il prend alors le commandement du 309e régiment d'artillerie à Strasbourg en septembre 1928. En 1931 il est détaché au Centre des hautes études militaires, puis en août affecté à l'état-major du Conseil supérieur de la guerre.
Nommé général de brigade le 16 avril 1932, il est affecté au commandement de la 29e division d'infanterie et du secteur fortifié des Alpes-Maritimes à Nice le 10 mai 1935. Promu général de division le 17 septembre 1935, élevé au rang de général de corps d'armée le 1er juin 1936, il est nommé en 1937 au commandement de la 15e région à Marseille.

### Seconde Guerre mondiale
En 1939, le général Olry dirige le 15e corps d’armée dans les Alpes du sud à la déclaration de la guerre puis, le 5 décembre 1939, on lui confie l’armée des Alpes. Il est nommé général d'armée le 10 février 1940.
Depuis son poste de commandement, établi à Valence, il prépare et conduit avec efficacité les opérations d’une armée dont les moyens sont réduits au cours de l'hiver 1939-1940, pour renforcer le front du Nord-Est. Au printemps, il ne lui reste que trois divisions de formation (formées à la mobilisation avec des réservistes) et les trois secteurs fortifiés de Savoie, du Dauphiné, et des Alpes-Maritimes, en tout 175 000 hommes, dont 85 000 à la défense de la frontière.
Après l'entrée en guerre de l'Italie, durant la bataille des Alpes qui se déroule du 10 juin 1940 à la nuit du 24 juin, l'armée des Alpes du général Olry réussit, grâce notamment à l'action de l'artillerie et à la combativité des alpins français, à contenir pour l'essentiel les attaques des forces italiennes sur la frontière,. Le général Olry réussit aussi, au nord de sa zone d'action, à établir, avec des unités improvisées, une ligne de résistance dans la vallée de l'Isère contre les Allemands et à résister farouchement à leurs attaques, notamment dans la cluse de Voreppe jusqu’au 25 juin (armistice franco-italien le 24). Il inflige des pertes sensibles à la 3e Panzerdivision, sauve Grenoble et Chambéry et préserve de la captivité les 300 000 hommes de son armée. Les troupes de montagne de l'Armée des Alpes défilent avec leurs armes, devant les troupes italiennes au garde à vous, ces dernières manifestant ainsi la reconnaissance de la bravoure des alpins français.
Il est à souligner que l'action du Gal Olry et de ses armées a permis, à la date de l'armistice, de fixer le flanc Est de la ligne de démarcation. 
Après l'armistice, il est d'abord employé comme inspecteur général puis nommé au commandement du 1er groupe de divisions de l'Armée d'armistice, composé des 7e (Bourg en Bresse), 14e (Lyon), 15e (Marseille) et 16e (Montpellier) divisions.
Il est atteint par la limite d'âge en juin 1942, ce qui lui épargne d'avoir à assister dans son commandement à l'invasion de la zone libre et à la dissolution sans combat de l'armée d'Armistice. Il se retire alors dans une propriété familiale en Charente, dans la région de Mansle. Il décède à Angoulême début janvier 1944.

## Décorations
- Grand officier de la Légion d'honneur (28 juillet 1941)[4]
- Croix de guerre 1914–1918 (5 citations)
- Croix militaire (Angleterre)
- Chevalier de l'ordre de la Couronne d'Italie (Italie)

## Postérité
Une avenue est nommée d'après lui à Nice, une rue à Angoulême.
Le parc Olry à Nancy est dédié à un homonyme chimiste.